# 杜明燕
杜明燕（？—），女，鄂温克族，中华人民共和国政治人物。现任呼伦贝尔市文化旅游广电局副局长。第十三、十四届全国政协委员。